# NGC 3271
NGC 3271 (другие обозначения — IC 2585, ESO 375-48, MCG -6-23-44, AM 1027-350, PGC 30988) — линзообразная галактика (SB0) в созвездии Насоса. Открыта Джоном Гершелем в 1834 году.
В галактике присутствует довольно толстый бар, на его концах видны пылевые полосы. Скорость вращения галактики достигает 150 км/с, дисперсия скоростей в центре максимальна и равняется 250 км/с, ближе к краям она понижается до 100 км/с. Балдж присутствует, но целиком находится внутри бара.
Этот объект входит в число перечисленных в оригинальной редакции «Нового общего каталога». При открытии Гершель указал ошибочное на 20 секунд прямое восхождение галактики, но поскольку Гершель также указал и три соседних объекта, нет сомнений, что он наблюдал именно эту галактику. В 1900 году, независимо от Гершеля, NGC 3271 открыл Делайл Стюарт, и его открытие вошло в Индекс-каталог под номером IC 2585.
Галактика NGC 3271 входит в состав группы галактик NGC 3271. Помимо NGC 3271 в группу также входят NGC 3267 и NGC 3269.
Внешне галактика выглядит как овал, вытянутый с востока на запад, с ярким ядром.